# São Mamede do Coronado
São Mamede do Coronado é uma povoação portuguesa do Município da Trofa que foi sede da extinta Freguesia de São Mamede do Coronado, freguesia que tinha 6,26 km² de área e 4 292 habitantes (2011), e, por isso, uma densidade populacional de 685,6 hab/km².
A Freguesia de São Mamede do Coronado foi extinta (agregada) em 2013, no âmbito de uma reforma administrativa nacional, para em conjunto com a Freguesia de São Romão do Coronado, formar uma nova freguesia denominada União das Freguesias de Coronado (São Romão e São Mamede).
Foi elevada a vila em 24 de Julho de 1997, sob a designação de Vila do Coronado, conjuntamente com a freguesia de São Romão do Coronado.

## História
Em 1839, São Mamede do Coronado fazia parte do concelho da Maia; em 1852 integrou o concelho (depois município) de Santo Tirso e depois, em 1998, transitou para o Município da Trofa.

## População
| População da freguesia de Coronado (São Mamede) | População da freguesia de Coronado (São Mamede) | População da freguesia de Coronado (São Mamede) | População da freguesia de Coronado (São Mamede) | População da freguesia de Coronado (São Mamede) | População da freguesia de Coronado (São Mamede) | População da freguesia de Coronado (São Mamede) | População da freguesia de Coronado (São Mamede) | População da freguesia de Coronado (São Mamede) | População da freguesia de Coronado (São Mamede) | População da freguesia de Coronado (São Mamede) | População da freguesia de Coronado (São Mamede) | População da freguesia de Coronado (São Mamede) | População da freguesia de Coronado (São Mamede) | População da freguesia de Coronado (São Mamede) |
| ----------------------------------------------- | ----------------------------------------------- | ----------------------------------------------- | ----------------------------------------------- | ----------------------------------------------- | ----------------------------------------------- | ----------------------------------------------- | ----------------------------------------------- | ----------------------------------------------- | ----------------------------------------------- | ----------------------------------------------- | ----------------------------------------------- | ----------------------------------------------- | ----------------------------------------------- | ----------------------------------------------- |
| 1864                                            | 1878                                            | 1890                                            | 1900                                            | 1911                                            | 1920                                            | 1930                                            | 1940                                            | 1950                                            | 1960                                            | 1970                                            | 1981                                            | 1991                                            | 2001                                            | 2011                                            |
| 983                                             | 1 051                                           | 1 129                                           | 1 204                                           | 1 491                                           | 1 546                                           | 1 790                                           | 2 151                                           | 2 612                                           | 2 965                                           | 3 150                                           | 3 503                                           | 3 612                                           | 4 053                                           | 4 292                                           |

Nos censos de 1864 a 1991 fazia parte do concelho de Santo Tirso
| Distribuição da População por Grupos Etários | Distribuição da População por Grupos Etários | Distribuição da População por Grupos Etários | Distribuição da População por Grupos Etários | Distribuição da População por Grupos Etários | Distribuição da População por Grupos Etários | Distribuição da População por Grupos Etários | Distribuição da População por Grupos Etários | Distribuição da População por Grupos Etários | Distribuição da População por Grupos Etários |
| -------------------------------------------- | -------------------------------------------- | -------------------------------------------- | -------------------------------------------- | -------------------------------------------- | -------------------------------------------- | -------------------------------------------- | -------------------------------------------- | -------------------------------------------- | -------------------------------------------- |
| Ano                                          | 0-14 Anos                                    | 15-24 Anos                                   | 25-64 Anos                                   | > 65 Anos                                    |                                              | 0-14 Anos                                    | 15-24 Anos                                   | 25-64 Anos                                   | > 65 Anos                                    |
| 2001                                         | 738                                          | 648                                          | 2 212                                        | 455                                          |                                              | 18,2%                                        | 16,0%                                        | 54,6%                                        | 11,2%                                        |
| 2011                                         | 699                                          | 526                                          | 2 501                                        | 566                                          |                                              | 16,3%                                        | 12,3%                                        | 58,3%                                        | 13,2%                                        |

Média do País no censo de 2001:  0/14 Anos-16,0%; 15/24 Anos-14,3%; 25/64 Anos-53,4%; 65 e mais Anos-16,4%
Média do País no censo de 2011:   0/14 Anos-14,9%; 15/24 Anos-10,9%; 25/64 Anos-55,2%; 65 e mais Anos-19,0%

Actualmente tem um clube de futsal, chamado A.R.D.C. (Associaçao Recreativa Desportiva do Coronado)

## Lugares
- Água Levada, Bairro, Brêto, Casal, Fontes, Louredo, Mendões, Paiço, Soeiro, Trinaterra,  Vila, Vilar e Vilar de Lila.